# 3 mei
3 mei is de 123ste dag van het jaar (124ste dag in een schrikkeljaar) in de gregoriaanse kalender. Hierna volgen nog 242 dagen tot het einde van het jaar.

## Gebeurtenissen
- Algemeen
  - 1960 - De Zandkreekdam, het tweede bouwwerk van de Deltawerken wordt gesloten. De afsluitdam ligt in de Zandkreek tussen Kats op Noord-Beveland en Wilhelminadorp op Zuid-Beveland.[1]
  - 1992 - Evacuatie van 270 Amerikaanse burgers uit Sierra Leone vanwege de instabiele politieke situatie in het West-Afrikaanse land na de staatsgreep van kapitein Valentine Strasser.
  - 1993 - Drie zwaarbewapende misdadigers ontsnappen uit de gevangenis van Sint-Gillis in Brussel, waarbij verscheidene personen worden gegijzeld.
  - 1999 - Een van de zwaarste tornado's ooit zorgt voor een spoor van verwoesting in de Amerikaanse staten Oklahoma en Kansas.
  - 2001 - Imam Khalil El Moumni zegt in het tv-programma NOVA dat homoseksualiteit een ziekte is die de maatschappij schade toebrengt.
  - 2006 - Vliegtuigcrash in de Zwarte Zee. Een Airbus A320 van Armavia, een Armeense luchtvaartmaatschappij, stort tijdens slecht weer in de Zwarte Zee. Alle 113 inzittenden komen om.[2]
  - 2008 - Prinses Margarita trouwt met de jurist Tjalling ten Cate.
  - 2013 - De vulkaan Etna komt op de Werelderfgoedlijst van de UNESCO.
  - 2017 - Beveiligers in Somalië schieten per ongeluk de minister Abbas Abdullahi Siraji dood, omdat ze hem aanzien voor een terrorist.
  - 2021 - In Mexico-Stad stort een metroviaduct in, er komen 23 mensen om het leven.
- Criminaliteit en veiligheid
  - 2007 - In het Belgische Genenbos wordt het levenloze lichaam van de vermiste Annick Van Uytsel teruggevonden in het Albertkanaal.
  - 2007 - Madeleine McCann verdwijnt spoorloos uit een appartementencomplex in Portugal.
  - 2023 - De politie voert de grootste actie ooit in Europa uit tegen de Italiaanse 'ndrangheta maffiaorganisatie, mede dankzij het kraken van Sky ECC-telefoons.[3]
  - 2023 - Op een school in de Servische hoofdstad Belgrado schiet een 13-jarige jongen negen mensen dood. Er worden 3 dagen van nationale rouw afgekondigd.[4]
- Economie
  - 1998 - Wim Duisenberg wordt benoemd tot de eerste voorzitter van de Europese Centrale Bank.
- Kunst en cultuur
  - 1993 - Als eerste dorp in Nederland wordt Barsingerhorn, Noord-Holland, aangewezen als provinciaal beschermd dorpsgezicht.
- Muziek
  - 1986 - België wint voor de eerste maal het Eurovisiesongfestival, dankzij de jonge Sandra Kim die het lied J'aime La Vie zingt.[5]
  - 1997 - De Britse band Katrina and The Waves wint in Dublin het Eurovisiesongfestival met het lied Love Shine A Light.[5]
- Media
  - 1978 - De eerste spam via de mail is verstuurd.
  - 2002 - Nintendo GameCube wordt in Europa uitgebracht voor een prijs van 219 euro. Bij de launch behoorden 20 titels beschikbaar te zijn.
- Oorlog
  - 1382 - Slag op het Beverhoutsveld tussen Gentenaren onder Filips van Artevelde en Lodewijk van Male.
  - 1915 - Rome zegt het drievoudig bondgenootschap met Duitsland en Oostenrijk-Hongarije op en verklaart op 23 mei de oorlog aan de Donaumonarchie.
  - 1942 - In concentratiekamp Sachsenhausen worden 72 Nederlanders geëxecuteerd. Het merendeel was lid van de Ordedienst.
  - 1942 - Alle joden in Nederland moeten een kenteken van geel katoen op hun kleding gaan dragen: de zespuntige 'jodenster'.[1]
  - 1945 - In de Lübecker Bocht bombarderen de geallieerden drie schepen met gevangenen uit concentratiekamp Neuengamme. 8000 gevangenen komen om het leven.
  - 1993 - Speciale eenheden van de Algerijnse politie schieten negen islamitische fundamentalisten dood op het platteland, 35 kilometer ten zuiden van de hoofdstad Algiers.
- Politiek
  - 1442 - Engelbrecht I van Nassau-Siegen wordt opgevolgd door zijn zoons Johan IV en Hendrik II.
  - 1766 - De Akte van Consulentschap wordt in het geheim vastgelegd.
  - 1791 - De eerste geschreven grondwet van Europa treedt in werking in Polen. (Poolse Grondwet van 3 mei 1791)
  - 2011 - De Verenigde Staten mogen onderdelen van een toekomstig verdedigingssysteem tegen raketten in het zuiden van Roemenië stationeren, aldus de Roemeense president Traian Basescu.
  - 2020 - Henk Krol stopt als fractieleider van 50PLUS en richt een andere partij op: de Partij voor de Toekomst.
- Religie
  - 996 - Bruno, graaf van Karinthië wordt gekozen tot Paus Gregorius V. Hij wordt beschouwd als de eerste Duitse paus.
  - 1997 - Ontslag van Alphons Castermans als hulpbisschop van Roermond (Nederland).
- Sport
  - 1899 - Oprichting van de Hongaarse voetbalclub Ferencvárosi TC.
  - 1903 - Oprichting van de Nederlandse voetbalclub Heracles Almelo.
  - 1905 - Oprichting van de Duitse voetbalclub DSC Arminia Bielefeld.
  - 1907 - Oprichting van de Turkse voetbalclub Fenerbahçe SK.
  - 1919 - Oprichting van de Slowaakse voetbalclub 1. ČsŠk Bratislava, het latere ŠK Slovan Bratislava.
  - 1924 - Oprichting van de Portugese voetbalclub Gil Vicente FC.
  - 1943 - Officiële oprichtingsdatum van de honkbaltak van de Rotterdamse sportvereniging Neptunus.
  - 1956 - In Tokio begint de eerste editie van de WK judo.
  - 1972 - Verdediger Dick Schneider maakt zijn debuut voor het Nederlands voetbalelftal in de vriendschappelijke wedstrijd in Rotterdam tegen Peru (3-0). Doelpuntenmaker Jan Klijnjan (1-0) speelt zijn elfde en laatste interland voor Oranje.
  - 1996 - Celestine Babayaro van RSC Anderlecht wint de Ebbenhouten Schoen als beste voetballer van Afrikaanse afkomst in de Belgische Jupiler Pro League.
  - 1999 - Jevgeni Kafelnikov lost Pete Sampras na vijf weken af als nummer één op de wereldranglijst der tennisprofessionals; de Rus moet die positie na zes weken weer afstaan aan diezelfde Amerikaan.
  - 2010 - Mbark Boussoufa van RSC Anderlecht wint voor de derde keer de Ebbenhouten Schoen als beste voetballer van Afrikaanse afkomst in de Belgische Jupiler Pro League.
  - 2013 - Omdat koploper FC Volendam verliest met 3-1 van Go Ahead Eagles, en SC Cambuur met 0-2 wint bij SBV Excelsior wordt SC Cambuur kampioen van de Nederlandse eerste divisie en promoveert voor het eerst sinds 13 jaar weer naar de eredivisie.
  - 2014 - Roda JC Kerkrade degradeert voor het eerst in zijn historie uit de Eredivisie. Hoofdtrainer Jon Dahl Tomasson wordt een kleine maand daarna ontslagen.
  - 2015 - FC Groningen wint voor het eerst in zijn bestaan de KNVB beker. In Rotterdam wordt het 0-2 tegen PEC Zwolle.
  - 2016 - Kosovo treedt toe als officieel lid van de UEFA.
  - 2024 - De Tilburgse voetbalclub Willem II stelt in de voorlaatste wedstrijd van de competitie de promotie naar de Eredivisie veilig door een 1-1 gelijkspel tegen FC Dordrecht.[6]
- Wetenschap en technologie
  - 1986 - De lancering van de weersatelliet GOES-G van NOAA mislukt doordat de Delta draagraket kort na de lancering wordt getroffen door bliksem. Dit veroorzaakt technische problemen die NASA dwingen de raket te vernietigen.[7]
  - 2023 - Ruimtewandeling van de Roskosmos kosmonauten Sergej Prokopjev en Dmitri Petelin met als belangrijkste activiteit het verplaatsen van een luchtsluis van de Rassvet module naar de Naoeka module van het ISS.[8]
  - 2024 - De Zon stoot een zonnevlam met een sterkte van X1,6 uit en dit veroorzaakt een coronal mass ejection die de Aarde kan raken en voor G1 of G2-geomagnetische stormcondities kan gaan zorgen.[9]

## Geboren

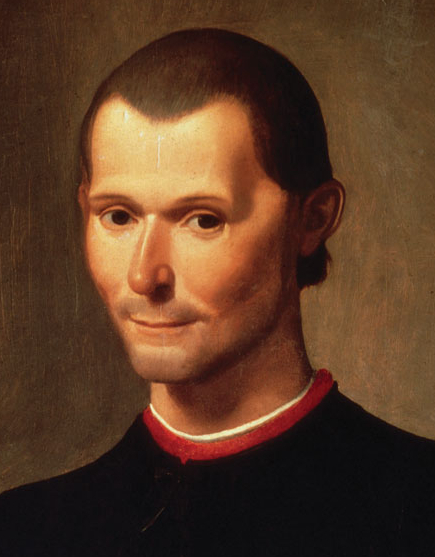
Niccolò Machiavelli,
geboren in 1469.

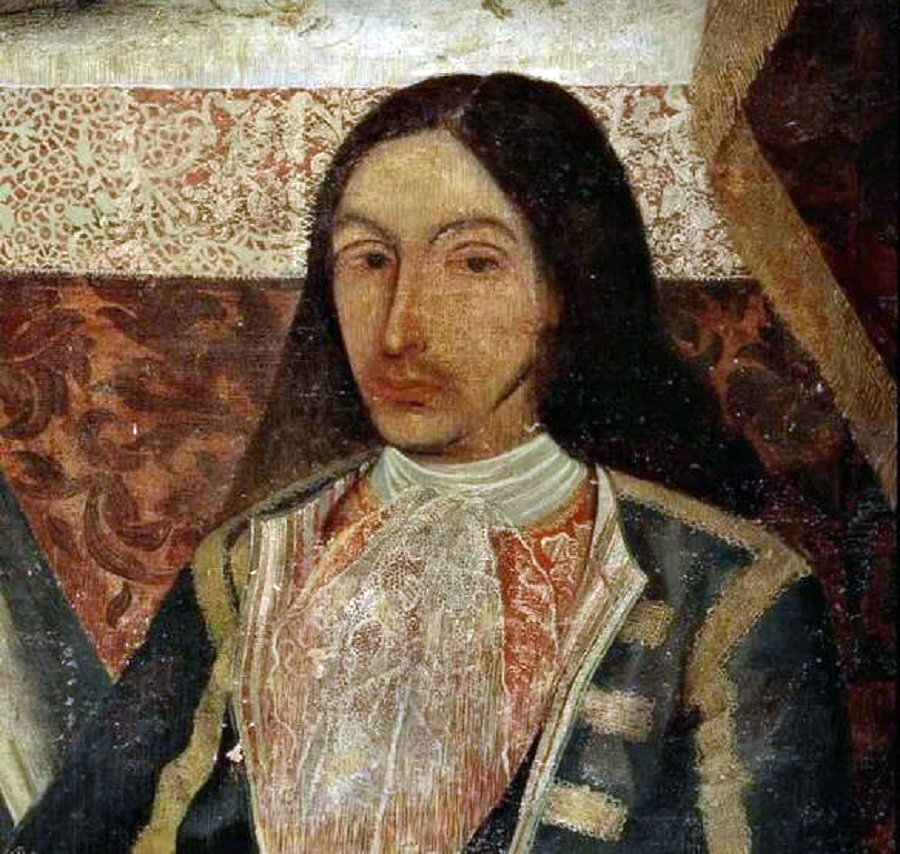
Amaro Pargo,
Geboren in 1478.

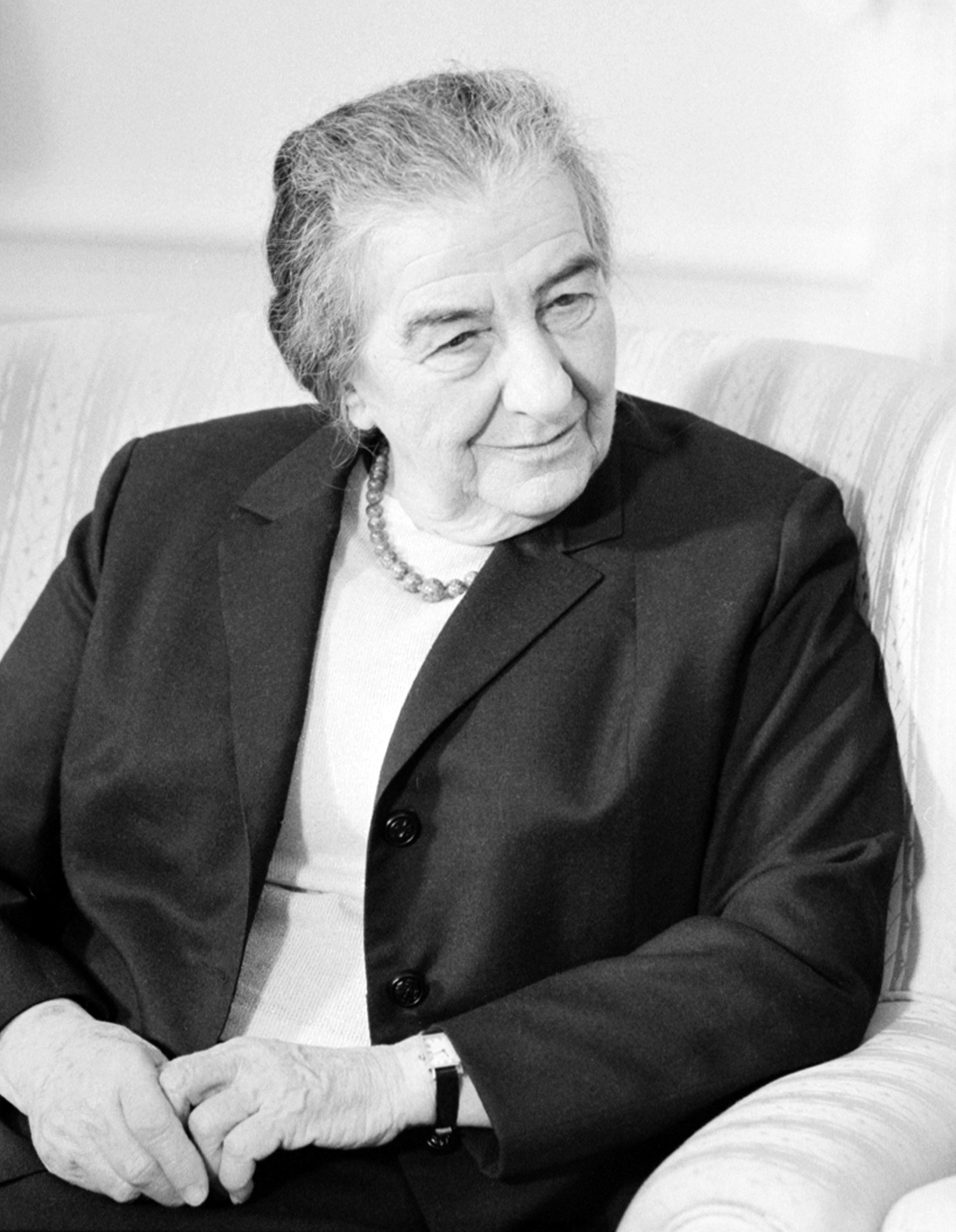
Golda Meïr,
geboren in 1898.

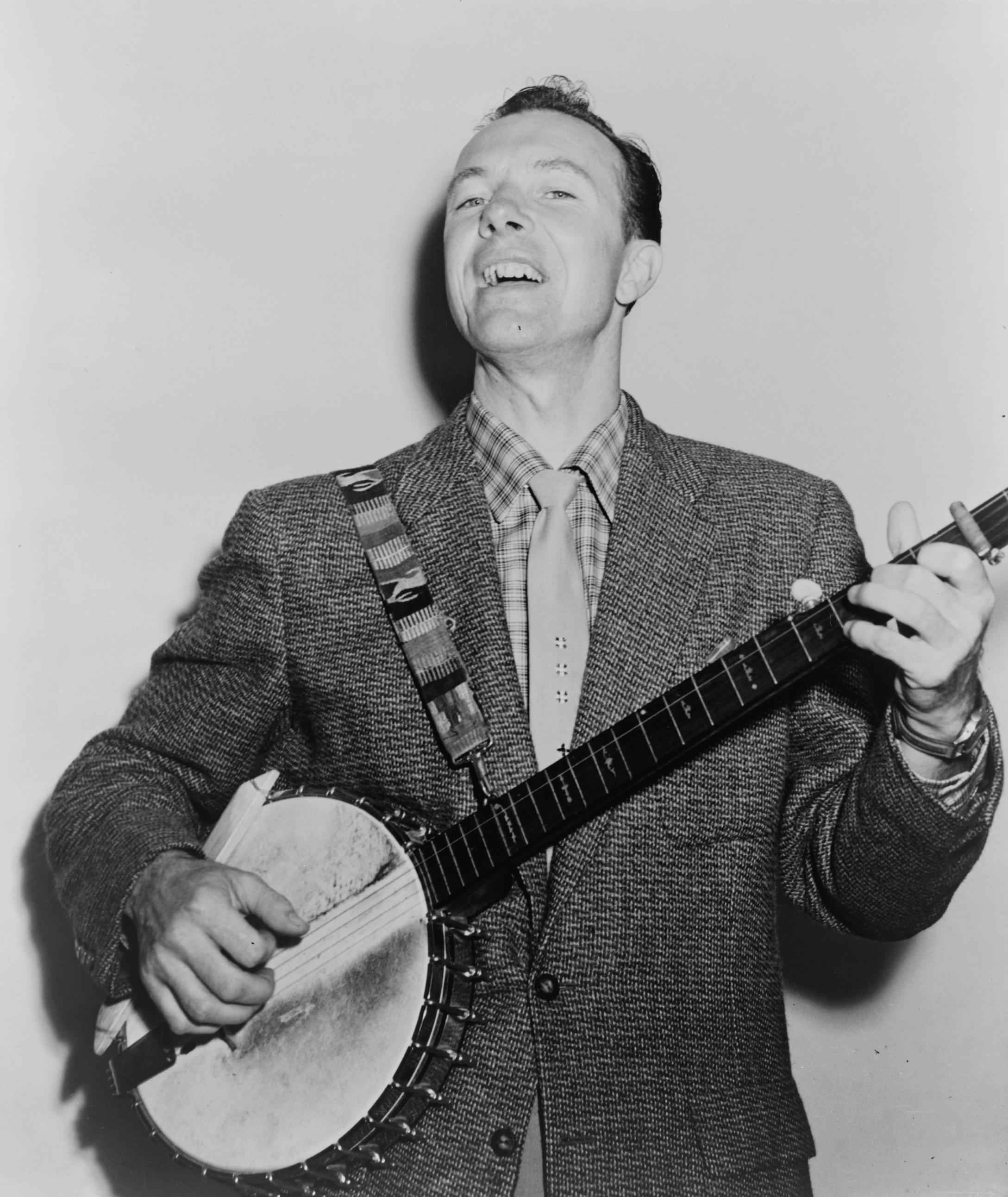
Pete Seeger,
geboren in 1919

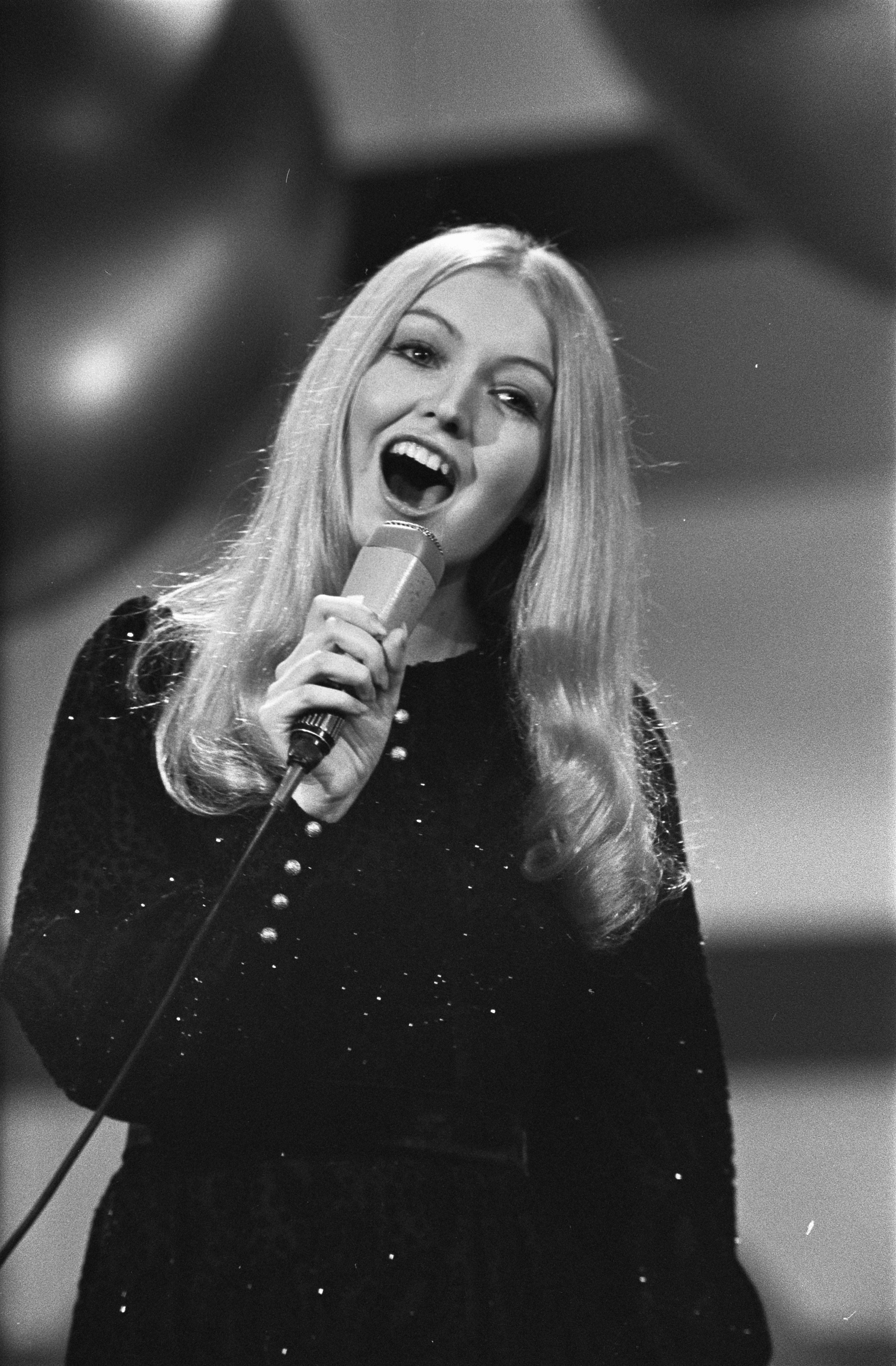
Mary Hopkin,
geboren in 1950

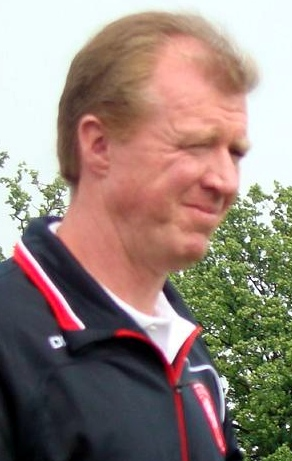
Steve McClaren,
geboren in 1961

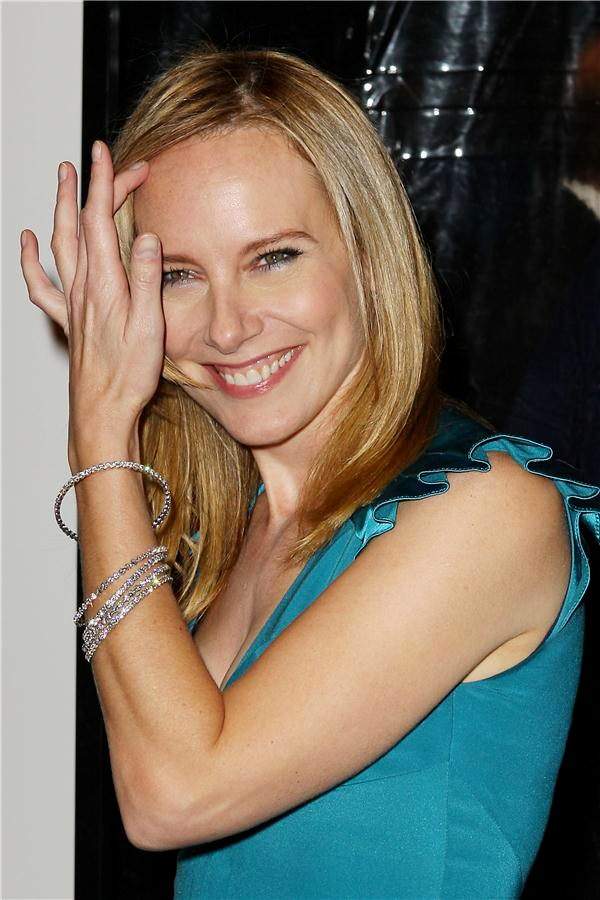
Amy Ryan,
geboren in 1968

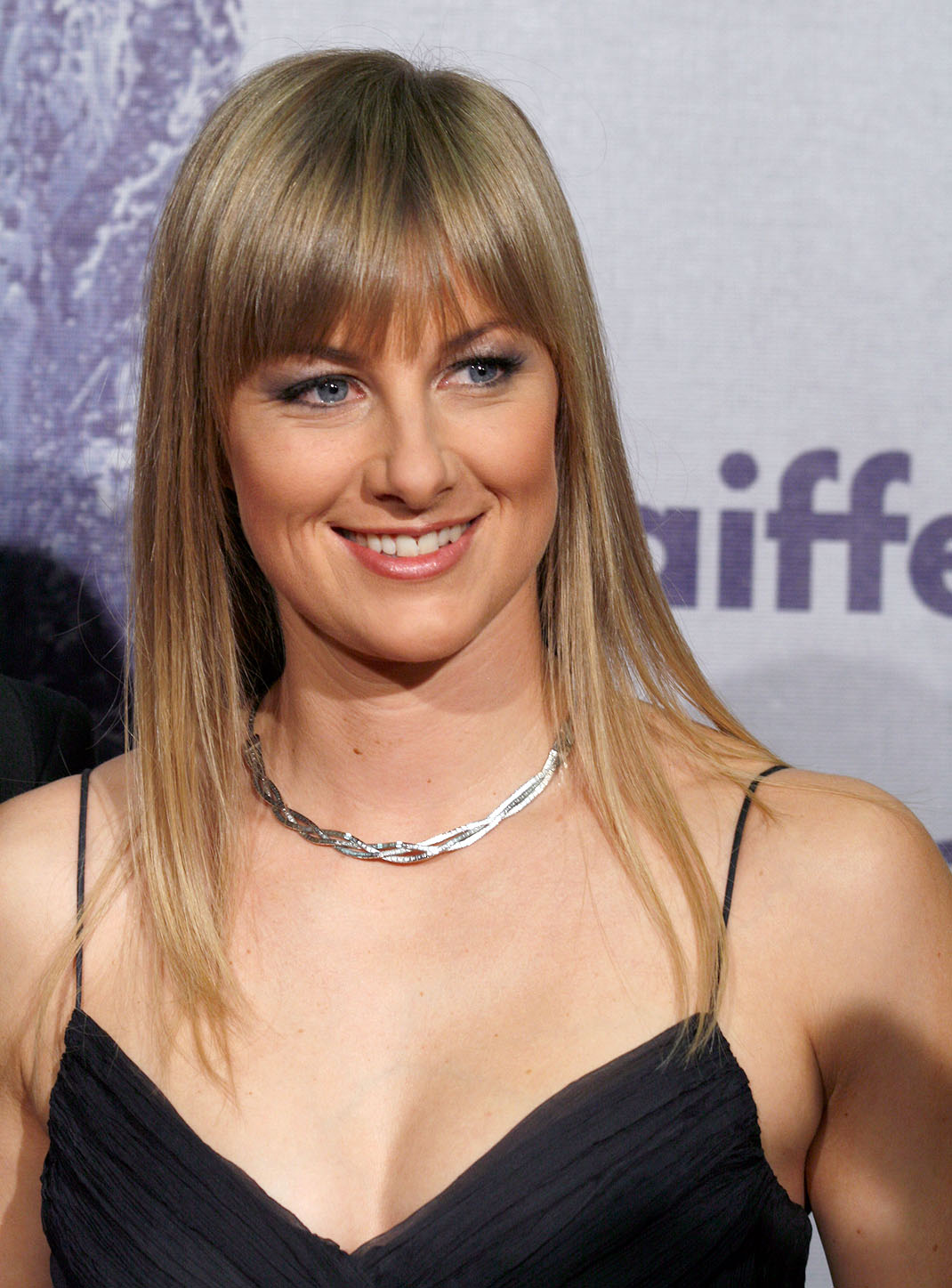
Doris Günther,
geboren in 1978

- 612 - Constantijn III, Byzantijns keizer (overleden 641)
- 1469 - Niccolò Machiavelli, Italiaans politicus en filosoof (overleden 1527)
- 1535 - Alessandro Allori, Italiaans schilder (overleden 1607)
- 1678 - Amaro Pargo, Spaans kaper en handelaar (overleden 1747)
- 1764 - Johann Wilhelm Meigen, Duits entomoloog (overleden 1845)
- 1797 - Heinrich Berghaus, Duits geograaf en cartograaf (overleden 1884)
- 1845 - Ivan Tsjerski, Pools-Russisch geoloog en geograaf (overleden 1892)
- 1859 - Enrique Mendiola, Filipijns pedagoog (overleden 1914)
- 1860 - Vito Volterra, Italiaans wiskundige (overleden 1940)
- 1889 - Gottfried Fuchs, Duits voetballer (overleden 1972)
- 1892 - George Paget Thomson, Engels natuurkundige en Nobelprijswinnaar (overleden 1975)
- 1896 - Fons Aler, Nederlands topfunctionaris en militair (overleden 1981)
- 1896 - Helena van Griekenland, kroonprinses van Roemenië (overleden 1982)
- 1898 - Golda Meïr, Israëlisch diplomaat, politicus en premier (overleden 1978)
- 1901 - Gino Cervi, Italiaans acteur (overleden 1974)
- 1902 - Alfred Kastler, Frans natuurkundige en Nobelprijswinnaar (overleden 1984)
- 1903 - Bing Crosby, Amerikaans zanger en acteur (overleden 1977)
- 1906 - Mary Astor, Amerikaans actrice (overleden 1987)
- 1906 - René Huyghe, Frans conservator, kunstpsycholoog en estheticus (overleden 1997)
- 1909 - James Stanley Hey, Brits natuurkundige (overleden 2000)
- 1910 - Adriaan van Hees, Nederlands acteur en NSB'er (overleden 1976)
- 1914 - Asger Jorn, Deens schrijver en schilder (overleden 1973)
- 1915 - Florencio Caffaratti, Argentijns voetballer (overleden 2001)
- 1917 - Kiro Gligorov, Macedonisch president (overleden 2012)
- 1918 - Otto Dicke, Nederlands tekenaar (overleden 1984)
- 1919 - Traute Lafrenz, Duits verzetsstrijdster (overleden 2023)
- 1919 - Pete Seeger, Amerikaans folk- en protestzanger (overleden 2014)
- 1920 - Wim Eggink, Nederlands verzetsstrijder (overleden 1945)
- 1921 - Sugar Ray Robinson, Amerikaans bokser (overleden 1989)
- 1922 - Frans van Gool, Nederlands architect (overleden 2015)
- 1924 - Tom O'Horgan, Amerikaans theaterregisseur (overleden 2009)
- 1924 - Isadore Singer, Amerikaans wiskundige (overleden 2021)
- 1925 - Henk van der Linden, Nederlands filmmaker (overleden 2021)
- 1927 - Günter Schröter, Oost-Duits voetballer (overleden 2016)
- 1928 - Carel Visser, Nederlands beeldend kunstenaar (overleden 2015)
- 1929 - Noni Lichtveld, Nederlands illustrator en schrijfster (overleden 2017)
- 1931 - Aldo Rossi, Italiaans architect (overleden 1997)
- 1933 - James Brown, Amerikaans zanger (overleden 2006)
- 1933 - Alex Cord, Amerikaans acteur (overleden 2021)
- 1933 - Steven Weinberg, Amerikaans fysicus en Nobelprijswinnaar (overleden 2021)
- 1934 - Jef Cleeren, Belgisch politicus (overleden 2021)
- 1934 - Henry Cooper, Brits bokser (overleden 2011)
- 1934 - Georges Moustaki, Grieks-Frans zanger en componist (overleden 2013)
- 1934 - Frankie Valli, Amerikaans zanger en acteur
- 1935 - Igor Cornelissen, Nederlands journalist en publicist (overleden 2021)
- 1936 - Charles-Ferdinand Nothomb, Belgisch politicus (overleden 2023)
- 1938 - Nicolaas van Beek, Nederlands beeldend kunstenaar (overleden 2023)
- 1938 - Ruud Jacobs, Nederlands contrabassist en producent (overleden 2019)
- 1938 - Jerry Samuels (Napoleon XIV), Amerikaans singer-songwriter (overleden 2023)
- 1938 - Louis Tobback, Belgisch politicus
- 1940 - Conny Plank, Duits muziekproducer (overleden 1987)
- 1940 - Clemens Westerhof, Nederlands voetbaltrainer
- 1941 - Nona Gaprindasjvili, Georgisch schaakster
- 1942 - Věra Čáslavská, Tsjechisch turnster (overleden 2016)
- 1942 - Jacques Claessen, Belgisch atleet
- 1942 - Henning Frenzel, Oost-Duits voetballer
- 1942 - Loredana Nusciak, Italiaans actrice en model (overleden 2006)
- 1942 - Butch Otter, Amerikaans gouverneur
- 1943 - Jim Risch, Amerikaans gouverneur
- 1946 - Rabah Saâdane, Algerijns voetbalcoach
- 1948 - Joop de Klerk, Nederlands voetballer (overleden 2021)
- 1948 - Chris Mulkey, Amerikaans acteur
- 1948 - Peter Oosterhuis, Engels golfer (overleden 2024)
- 1949 - Boy Hayje, Nederlands autocoureur
- 1949 - Leopoldo Luque, Argentijns voetballer (overleden 2021)
- 1950 - Martine Durez, Belgisch bestuurder en topambtenaar
- 1950 - Mary Hopkin, Brits zangeres
- 1951 - Jean Bultot, Belgisch ambtenaar (overleden 2021)
- 1951 - Christopher Cross, Amerikaans zanger en muzikant
- 1951 - Larry van Wieren, Nederlands-Canadees ijshockeyer
- 1952 - Caitlin Clarke, Amerikaans actrice (overleden 2004)
- 1952 - Jurrit Visser, Nederlands burgemeester (overleden 2022)
- 1952 - Allan Wells, Schots atleet
- 1954 - Ruud Wielart, Nederlands atleet
- 1955 - August Auinger, Oostenrijks motorcoureur
- 1955 - Joeri Gavrilov, Russisch voetballer en trainer
- 1956 - Bernd Förster, Duits voetballer
- 1956 - Gillian Rolton, Australisch amazone (overleden 2017)
- 1958 - Hansje Bunschoten, Nederlands zwemster en televisiepresentatrice (overleden 2017)
- 1959 - Ben Elton, Brits schrijver en komiek
- 1959 - Ted Langenbach, Nederlands cultureel ondernemer
- 1961 - Steve McClaren, Brits voetbaltrainer
- 1961 - Daniel Sánchez, Uruguayaans voetballer en voetbalcoach
- 1961 - Karin Verguts, Belgisch atlete
- 1962 - Maarten van Roozendaal, Nederlands zanger en liedjesschrijver (overleden 2013)
- 1962 - Thomas Greiner, Oost-Duits roeier
- 1964 - Wil Boessen, Nederlands voetballer en voetbaltrainer
- 1964 - Sterling Campbell, Amerikaans drummer
- 1965 - Rob Brydon, Brits acteur en komiek
- 1965 - Fran Escribá, Spaans voetbaltrainer
- 1965 - Bae Ki-tae, Koreaans schaatser
- 1965 - Michail Prochorov, Russisch zakenman en miljardair
- 1966 - Helen Britton, Australisch beeldend kunstenaar en modeontwerper
- 1966 - Roy Tular, Nederlands voetballer en redacteur
- 1968 - Arie Koomen, Nederlands stand-upcomedian en grafisch vormgever
- 1968 - Amy Ryan, Amerikaans actrice
- 1969 - Michelle Freeman, Jamaicaans atlete
- 1970 - Jeroen Bosch, Nederlands schaker
- 1970 - Def Rhymz (Dennis Bouman), Surinaams-Nederlands rapper (overleden 2024)
- 1971 - Bobby Cannavale, Amerikaans acteur
- 1971 - Wang Yan, Chinees snelwandelaarster
- 1973 - Arno Kolenbrander, Nederlands zanger
- 1973 - Michael Reiziger, Nederlands voetballer
- 1974 - Christophe Detilloux, Belgisch wielrenner
- 1975 - Christina Hendricks, Amerikaans actrice
- 1975 - Maksim Mrvica, Kroatisch pianist
- 1975 - Robert Slippens, Nederlands baanwielrenner
- 1976 - Mayumi Ichikawa, Japans atlete
- 1977 - Maria Magdalena Dumitrache, Roemeens roeister
- 1977 - Dirk Lippits, Nederlands roeier
- 1977 - Maryam Mirzakhani, Iraans wiskundige en hoogleraar (overleden 2017)
- 1977 - Noel Valladares, Hondurees voetballer
- 1978 - Doris Günther, Oostenrijks snowboardster
- 1979 - Ivar van Dinteren, Nederlands voetballer
- 1979 - Genevieve Nnaji, Nigeriaans actrice en zangeres
- 1980 - Marjolein Kooijman, Nederlands bassiste
- 1980 - Zuzana Ondrášková, Tsjechisch tennisspeelster
- 1981 - Stéphanie Foretz, Frans tennisspeelster
- 1981 - Lieven Scheire, Belgisch komedie- en televisiemaker
- 1982 - Irakli Tsirekidze, Georgisch judoka
- 1983 - Romeo Castelen, Nederlands voetballer
- 1983 - Márton Fülöp, Hongaars voetballer (overleden 2015)
- 1983 - Loral O'Hara, Amerikaans ingenieur en NASA-astronaut
- 1984 - Oscar Florén, Zweeds golfer
- 1985 - Erin Densham, Australisch triatlete
- 1985 - Melissa Drost, Nederlands actrice
- 1985 - Ezequiel Lavezzi, Argentijns voetballer
- 1985 - Jürgen Raeymaeckers, Belgisch voetballer
- 1986 - Pom Klementieff, Frans actrice
- 1987 - Rolando Palacios, Hondurees atleet
- 1988 - Kaya Turski, Canadees freestyleskiester
- 1989 - Stefan Bellmont, Zwitsers darter
- 1989 - Katinka Hosszú, Hongaars zwemster
- 1989 - Mary Lambert, Amerikaans singer-songwriter
- 1989 - Selah Sue, Belgisch singer-songwriter
- 1990 - Semjon Jelistratov, Russisch shorttracker
- 1990 - Brooks Koepka, Amerikaans golfspeler
- 1991 - Carlo Acutis, Italiaans computerprogrammeur en zalige (overleden in 2006)
- 1991 - Brooke Lochland, Australisch schaatsster
- 1991 - Tyler Magner, Amerikaans wielrenner
- 1991 - Betelhem Moges, Ethiopisch atlete
- 1992 - Floris Gerts, Nederlands wielrenner
- 1994 - Matt Rao, Brits autocoureur
- 1994 - Jessica Sula, Brits actrice
- 1995 - Anwar El Ghazi, Nederlands-Marokkaans voetballer
- 1995 - Dominika Hašková, Tsjechisch zangeres
- 1996 - Alex Iwobi, Nigeriaans voetballer
- 1996 - Noah Munck, Amerikaans acteur
- 1996 - Levi Opdam, Nederlands voetballer
- 1996 - Philipp Öttl, Duits motorcoureur
- 1997 - Lisa Boattin, Italiaans voetbalster
- 1997 - Clément Noël, Frans alpineskiër
- 2000 - Eline Geerdink, Nederlands volleybalster
- 2002 - Irene Affolati, Italiaans wielrenster
- 2002 - July Schneijderberg, Nederlands voetbalster
- 2004 - Aleksandar Pavlović, Duits-Servisch voetballer
- 2004 - Andrey Santos, Braziliaans voetballer
- 2005 - Jella Veit, Duits voetbalster

## Overleden

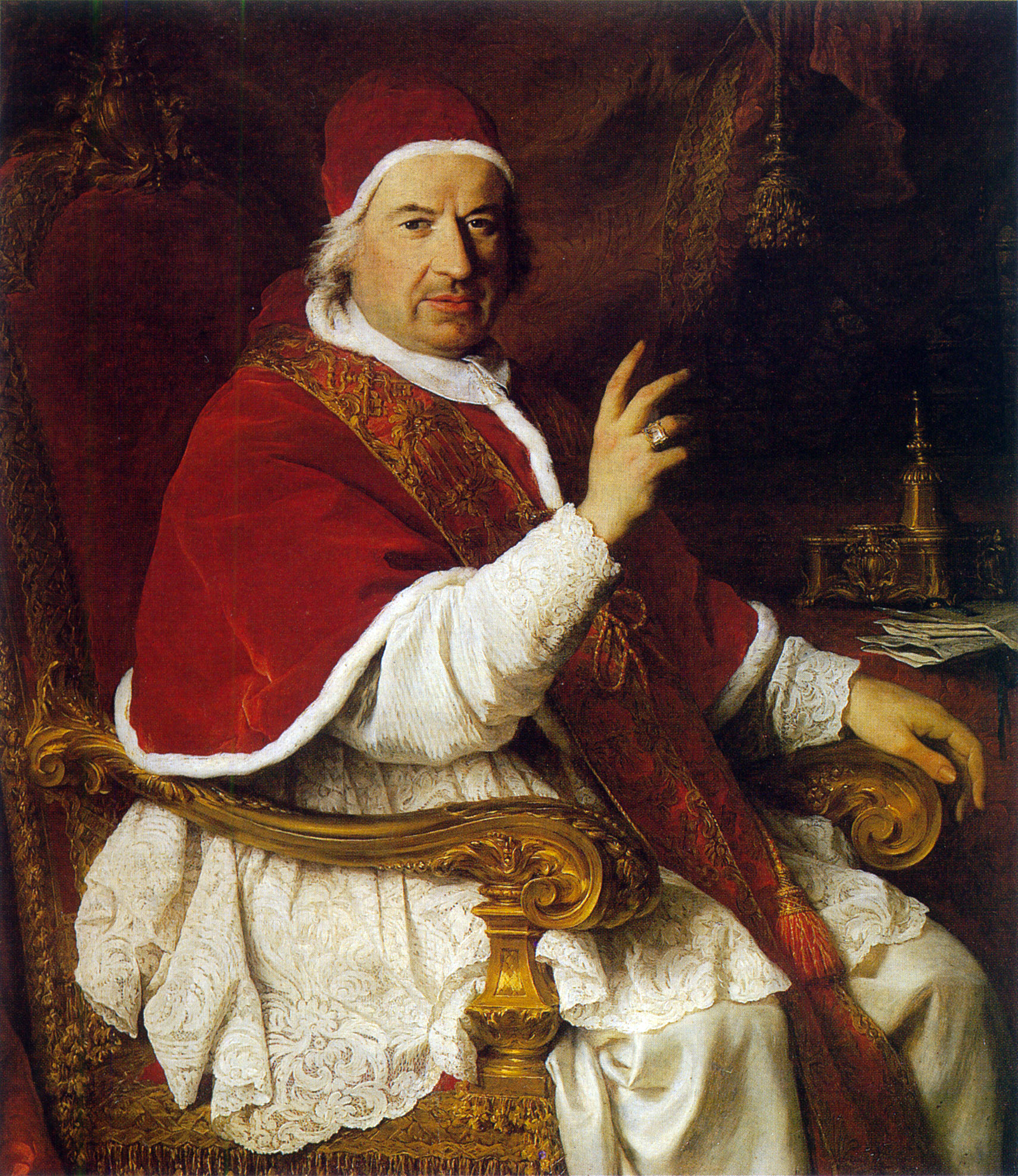
Benedictus XIV,
overleden in 1758

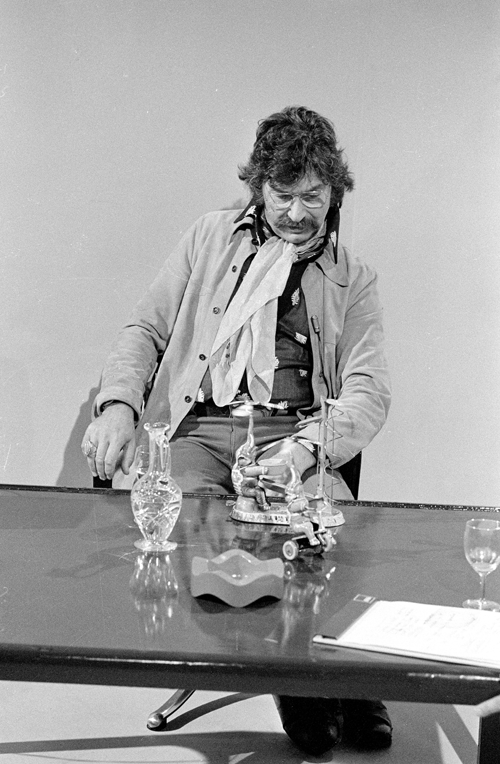
Karel Appel,
overleden in 2006

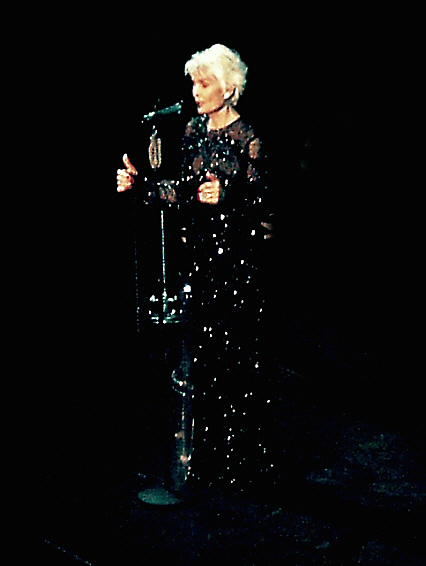
Daliah Lavi,
overleden in 2017

- 1270 - Béla IV van Hongarije (64), koning van Hongarije (1235-1270)
- 1442 - Engelbrecht I van Nassau-Siegen (~72), Duits graaf
- 1459 - Erik VII van Denemarken (77), koning van Denemarken, Noorwegen en Zweden
- 1481 - Mehmet II (49), sultan van het Osmaanse Rijk
- 1672 - Giovanni Battista Gisleni, barokarchitect
- 1707 - Michiel de Swaen (53), heelmeester en rederijker uit de Zuidelijke Nederlanden
- 1758 - Paus Benedictus XIV (83)
- 1856 - Louis-Étienne Saint-Denis (67), lijfmammeluk van Napoleon
- 1888 - Charles Tilston Bright (55), Brits elektrotechnicus
- 1918 - Charles Soong (52 of 55), Chinees revolutionair en zendeling
- 1922 - Viktor Kingissepp (34), Estisch communistisch politicus
- 1942 - Christiaan Boers (52), Nederlands militair en verzetsstrijder
- 1950 - André Perchicot (61), Frans wielrenner en zanger
- 1954 - Józef Garbień (57), Pools voetballer
- 1961 - Maurice Merleau-Ponty (53), Frans filosoof
- 1967 - Ernst Wollweber (68), Duits Stasi-leider
- 1970 - Pieter Klaver (80), Nederlands voorganger, zendeling en leider van de Nederlandse Pinksterbeweging
- 1972 - Bruce Cabot (68), Amerikaans acteur
- 1979 - Marcel Florkin (78), Belgisch biochemicus
- 1981 - Boris Kobe (75), Sloveens architect en schilder
- 1984 - Piet Van Aken (64), Belgisch schrijver
- 1987 - Dalida (54), Egyptisch-Frans zangeres en actrice
- 1990 - Pimen I van Moskou (79), 14e Patriarch van Moskou
- 1991 - Truus Klapwijk (87), Nederlands zwemster en schoonspringster
- 1991 - Jerzy Kosinski (57), Pools-Amerikaans schrijver
- 1992 - George Murphy (89), Amerikaans acteur, politicus en danser
- 1994 - Haty Tegelaar-Boonacker (63), Nederlands politica
- 1996 - Titus Leeser (92), Nederlands beeldhouwer en kunstschilder
- 1996 - Hermann Kesten (96), Duits schrijver
- 1996 - Jack Weston (71), Amerikaans acteur
- 1997 - Gerrit den Braber (68), Nederlands tekstschrijver en presentator
- 1997 - Narciso Yepes (69), Spaans gitarist
- 2000 - John Joseph O'Connor (80), Amerikaans kardinaal-aartsbisschop van New York
- 2000 - Jevgeni Svetlanov (73), Russisch dirigent en componist
- 2001 - Ward Schroeven (88), Belgisch atleet
- 2003 - Suzy Parker (70), Amerikaans actrice
- 2004 - Anthony Ainley (71), Brits acteur
- 2004 - Ken Downing (86), Brits autocoureur
- 2005 - Pierre Moerlen (52), Frans musicus
- 2006 - Karel Appel (85), Nederlands kunstschilder en beeldhouwer
- 2007 - Walter Schirra (84), Amerikaans militair, ruimtevaarder en ondernemer
- 2008 - Leopoldo Calvo-Sotelo (82), Spaans minister en premier
- 2009 - Ton Lutz (89), Nederlands acteur en regisseur
- 2010 - Florencio Campomanes (83), Filipijns schaker en FIDE-president
- 2011 - Karl-Günther Bechem (89), Duits autocoureur
- 2011 - Jackie Cooper (88), Amerikaans acteur en regisseur
- 2011 - Patrick Roy (53), Frans politicus
- 2011 - Thanasis Veggos (83), Grieks acteur
- 2012 - Jorge Illueca (93), president van Panama
- 2014 - Gary Becker (83), Amerikaans econoom en Nobelprijswinnaar
- 2015 - Danny Jones (29), Brits rugbyspeler
- 2016 - Abel Fernández (85), Amerikaans acteur
- 2016 - Tadeusz Gocłowski (84), Pools aartsbisschop
- 2016 - Domingo Siazon jr. (76), Filipijns diplomaat en minister
- 2017 - Abbas Abdullahi Sheikh Siraji (31), Somalisch politicus
- 2017 - Heinz von Moisy (81), Duits jazzmuzikant
- 2017 - Daliah Lavi (74), Israëlisch actrice, model en zangeres
- 2017 - Eva Pfarrhofer (88), Oostenrijks schoonspringster
- 2018 - Joop Boendermaker (92), Nederlands theoloog
- 2019 - Goro Shimura (89), Japans wiskundige en professor
- 2019 - Frits Soetekouw (80), Nederlands voetballer
- 2020 - Eelke Bakker (109), oudste Nederlandse man
- 2020 - Ömer Döngeloğlu (52), Turks theoloog, schrijver, programmamaker en presentator
- 2020 - Dave Greenfield (71), Brits toetsenist
- 2021 - Rafael Albrecht (79), Argentijns voetballer
- 2021 - Jos De Man (88), Belgisch jurist en auteur
- 2021 - Lloyd Price (88), Amerikaans zanger
- 2021 - Franz Vansteenkiste (86), Belgisch politicus
- 2022 - Jan Béghin (72), Belgisch politicus
- 2022 - Tony Brooks (90), Brits coureur
- 2022 - Theo van Dijk (81), Nederlands organist en beiaardier
- 2022 - Norman Mineta (90), Amerikaans politicus
- 2022 - Meda Mládková (102), Tsjechisch kunstverzamelaar en -historicus
- 2022 - Michel Schooyans (91), Belgisch filosoof
- 2022 - Stanislaw Sjoesjkevitsj (87), Wit-Russisch wis- en natuurkundige en president van Wit-Rusland
- 2024 - Paul-Henry Gendebien (84), Belgisch politicus
- 2024 - Imerio Massignan (87), Italiaans wielrenner
- 2024 - Friedrich Volkmann (52), Oostenrijks schaker
- 2025 - Paul Van Hoeydonck (99), Belgisch kunstenaar (Fallen Astronaut)

## Viering/herdenking

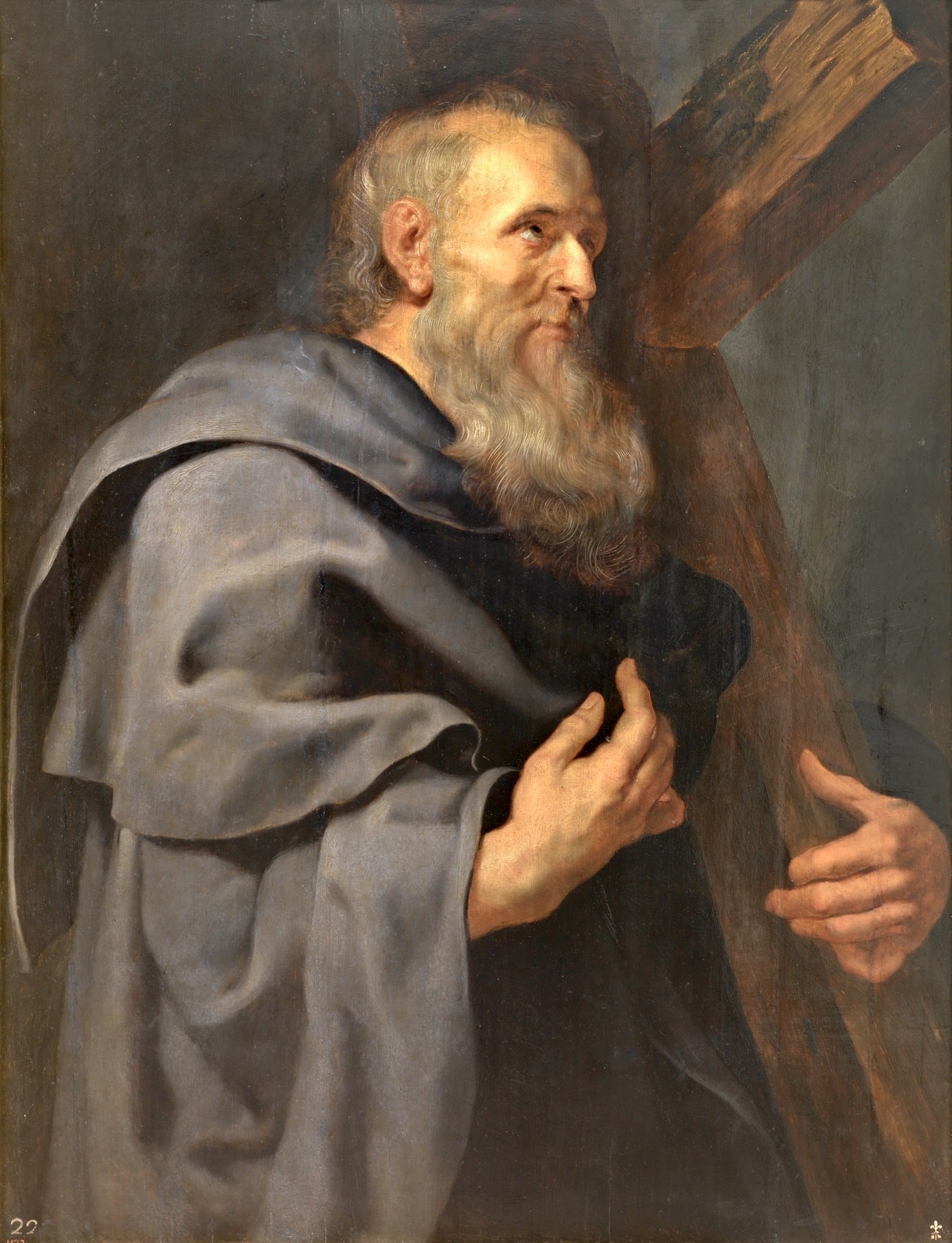
H. Filippus

- Internationale Dag van de Persvrijheid
- In het Romeinse Rijk eindigden de Floralia, het feest van de bloemengodin Flora, die begonnen op 28 april.
- Polen: Dag van de Grondwet (1791)
- Japan: Kenpō Kinen-bi (Dag van de Grondwet) (1947)
- Rooms-katholieke kalender:
  - Heiligen Filippus († c. 80) en Jacobus († c. 62) - Feest
  - Heilige Ansfrid(us) († 1010)
  - Heilige Juvenalis (van Narni) († c. 373)
  - Heilige Alexander I († 115)
  - Heilige Jakobus de Rechtvaardige († c. 62)
  - Zalige Emilia Bicchieri († 1314)
  - Feest van de Heilig Kruisvinding

## Weerextremen

### Nederland
| | Officiële records | Officiële records | Officiële records |      | Landelijke records | Landelijke records | Landelijke records             |
| Gebeurtenis | Jaar              | Extreem           | Locatie           | Jaar | Extreem            | Locatie            |                                |
| --- | ----------------- | ----------------- | ----------------- | ---- | ------------------ | ------------------ | ------------------------------ |
| Laagste etmaalgemiddelde temperatuur (°C) | 1967              | 4,3               | De Bilt           |      | 1941 1979          | 3,6                | Eelde, Maastricht Eelde        |
| Hoogste etmaalgemiddelde temperatuur (°C) | 1990              | 19,4              | De Bilt           |      | 1990               | 20,0               | Eindhoven                      |
| Laagste minimumtemperatuur (°C) | 1967              | −2,3              | De Bilt           |      | 1967               | −3,0               | Eelde                          |
| Hoogste minimumtemperatuur (°C) | 1990              | 12,9              | De Bilt           |      | 1990               | 15,0               | Vlissingen                     |
| Laagste maximumtemperatuur (°C) | 2010              | 7,5               | De Bilt           |      | 1921 1979          | 6,5                | Maastricht IJmuiden            |
| Hoogste maximumtemperatuur (°C) | 1990              | 25,5              | De Bilt           |      | 1986               | 27,6               | Eelde                          |
| Hoogste uurgemiddelde windsnelheid (m/s) | 1944, 1954        | 13,4              | De Bilt           |      | 1944 1982          | 19,0               | Vlissingen IJmuiden            |
| Hoogste windstoot (m/s) | 1959              | 20,6              | De Bilt           |      | 1982               | 24,7               | IJmuiden                       |
| Langste zonneschijnduur (uur) | 1990              | 14,2              | De Bilt           |      | 1990               | 14,3               | Eelde, Schiphol, Valkenburg ZH |
| Langste neerslagduur (uur) | 2010              | 15,0              | De Bilt           |      | 1996               | 20,2               | Vlissingen                     |
| Hoogste etmaalsom van de neerslag (mm) | 1973              | 21,5              | De Bilt           |      | 1996               | 30,0               | Vlissingen                     |
| Laagste etmaalgemiddelde relatieve vochtigheid (%) | 1943              | 40                | De Bilt           |      | 1943               | 40                 | De Bilt                        |
| Laagste uurwaarde luchtdruk op zeeniveau (hPa) | 1931              | 993,1             | De Bilt           |      | 1954               | 991,3              | Vlissingen                     |
| Hoogste uurwaarde luchtdruk op zeeniveau (hPa) | 1909              | 1034,0            | De Bilt           |      | 1990               | 1035,5             | Eelde                          |
| Officiële records worden altijd gemeten op het KNMI-weerstation in De Bilt. Landelijke records kunnen worden gemeten op elk officieel KNMI-weerstation in Nederland. |                   |                   |                   |      |                    |                    |                                |

Uitzonderlijke gebeurtenissen
- 1917 - Eerste landelijke warme dag van het jaar gemeten in Vlissingen (maximumtemperatuur ≥ 20 °C op een officieel weerstation)
- 1927 - Eerste officiële warme dag van het jaar (maximumtemperatuur ≥ 20 °C in De Bilt)
- 1970 - Eerste officiële zachte dag van het jaar (maximumtemperatuur ≥ 15 °C in De Bilt). Dit is de meest late datum waarop de eerste officiële zachte dag is gemeten.
- 1977 - Eerste landelijke warme dag van het jaar gemeten in Twenthe (maximumtemperatuur ≥ 20 °C op een officieel weerstation)
- 1986 - Eerste officiële zomerse dag van het jaar (maximumtemperatuur ≥ 25 °C in De Bilt)
- 2023 - Landelijk laagste etmaalgemiddelde temperatuur in °C van mei dit jaar gemeten in Eelde: 7,4
- 2023 - Officieel laagste minimumtemperatuur in °C van mei dit jaar gemeten in De Bilt: 0,6
- 2023 - Landelijk laagste minimumtemperatuur in °C van mei dit jaar gemeten in Twenthe: −2,2
- 2023 - Landelijk laagste maximumtemperatuur in °C van mei dit jaar gemeten in Hoorn Terschelling: 10,4. Samen met 2 mei
- 2024 - Officieel laagste etmaalgemiddelde temperatuur in °C van mei dit jaar gemeten in De Bilt: 11,2 (voorlopig). Samen met 4 mei
- 2024 - Officieel laagste maximumtemperatuur in °C van mei dit jaar gemeten in De Bilt: 13,7 (voorlopig)
- 2024 - Landelijk laagste maximumtemperatuur in °C van mei dit jaar gemeten in De Kooy en Wijk aan Zee: 12,6 (voorlopig)
- 2024 - Landelijk hoogste uurgemiddelde windsnelheid in m/s van mei dit jaar gemeten in Schaar, Vlakte van De Raan en IJmuiden: 14,0 (voorlopig). Samen met 2, 28 en 29 mei

### België
Dagrecords
- 1981 - Laagste etmaalgemiddelde temperatuur 3,7 °C. Dit is de koudste dag ooit in de maand mei.
- 1990 - Hoogste etmaalgemiddelde temperatuur 19,4 °C
- 1981 - Laagste minimumtemperatuur −0,4 °C
- 1997 - Hoogste maximumtemperatuur 25,7 °C
- 1885 - Hoogste etmaalsom van de neerslag 23,6 mm

Uitzonderlijke gebeurtenissen
- 1928 - Maximumtemperatuur in 27,9 °C Oostende.
- 1941 - Minimumtemperatuur tot −6,4 °C op de Baraque Michel (Jalhay).
- 1979 - Sneeuw tijdens afgelopen 3 dagen in Ukkel.
- 1985 - Nog 2 cm sneeuw in Botrange (Waimes) in de Hoge Venen.

<< · 1 · 2 · 3 · 4 · 5 · 6 · 7 · 8 · 9 · 10 · 11 · 12 · 13 · 14 · 15 · 16 · 17 · 18 · 19 · 20 · 21 · 22 · 23 · 24 · 25 · 26 · 27 · 28 · 29 · 30 · 31 · >>